# Annick Girardin
Annick Girardin (Saint-Malo, 3 augustus 1964) is een Frans politica. In 2017 werd ze in de Regering-Philippe I minister van overzeese gebieden.

## Levensloop
Girardin is de oudste van de vier kinderen van een pasteibakker die eerst visser was. Haar moeder is huismoeder.
Tot ze zes was woonde ze bij haar grootvader, opzichter van openbare werken. Toen ze zestien was, werd ze moeder.
Ze behaalde een diploma van sociocultureel animator.
Ze werd verkozen tot lid van de Raad voor Saint-Pierre-et-Miquelon (2000-2016) en tot de gemeenteraad van Saint-Pierre (2000-2001).
In 2002 was ze kandidaat bij de wetgevende verkiezingen voor de Parti radical de gauche in het district Saint-Pierre-et-Miquelon. Ze behaalde slechts 14,8 % van de stemmen.
In 2007 was ze opnieuw kandidaat en werd verkozen met 51,27 % van de stemmen. Ze werd ondervoorzitter van de Franse afdeling van de Assemblée parlementaire de la Francophonie. 
Bij de wetgevende verkiezingen van 2012 werd ze herkozen met 65,53 % van de stemmen.
In de regering-Manuel Valls I werd ze in 2014 staatssecretaris voor Ontwikkeling en Francofonie, als eerste bewoner van het eiland die tot een Franse regering toetrad. 
In de regering-Manuel Valls II werd ze in 2016 minister van het Openbaar Ambt.
Sinds 2012 is ze lid van de executieve van de Parti radical de gauche en vicevoorzitter ervan in 2016.
In 2014 vertegenwoordigde ze de Franse president in de internationale organisatie van de francofonie.
In 2016 wijdden de journalisten Sylvie Koffi en Shaman Dolpi een documentaire aan haar, onder de titel Annick, la pirate de l'espoir.
Vanaf maart 2017 steunde ze Emmanuel Macron. Op 17 mei werd ze minister voor de Overzeese gebieden in  de regering-Philippe I. Op 18 juni werd ze met 51,87 % van de stemmen verkozen in het parlement voor La République en marche!.